# Bataille de Natural Bridge
Pour les articles homonymes, voir Natural Bridge.
Guerre de Sécession
Batailles
- Fort Sumter
- USS St. Lawrence
- Head of Passes
- Santa Rosa Island
- Port Royal

- Fort Pulaski
- 1er Pocotaligo
- Secessionville
- Simmon's Bluff
- Tampa
- St. Johns Bluff
- 2e Pocotaligo

- 1er Fort McAllister
- Wassaw Sound
- USS New Ironsides
- Fort Brooke

- Gainesville
- Olustee
- USS Housatonic
- Bataille de Mobile Bay
- Vernon

Natural Bridge
La  bataille de Natural Bridge est une bataille de la guerre de Sécession qui s’est déroulée le 6 mars 1865 à proximité de Tallahassee, dans la région de Big Bend en Floride. L’armée confédérée était composée essentiellement de jeunes miliciens locaux issus d’un collège militaire qui deviendra plus tard l’Université d'État de Floride. Les Confédérés repoussèrent une attaque de l’armée nordiste composée essentiellement de soldats afro-américains faisant partie des United States Colored Troops. Ces derniers tentaient de franchir le pont de Natural Bridge qui enjambe la St. Marks River. La bataille permit à la capitale Tallahassee de rester la seule capitale des États du Sud à ne pas être occupée par les nordistes durant la guerre.

## Bataille
Le major général nordiste John Newton menait une expédition pour réduire les troupes confédérées qui avaient attaqué Cedar Key et Fort Myers peu avant. Il pensait les retrouver dans la région de St. Marks. La flotte nordiste ne  pouvait remonter la rivière St. Marks River. Les soldats trouvèrent un premier pont détruit et se dirigèrent ensuite le 6 mars vers le pont de Natural Bridge.
Les sudistes, commandés par le brigadier général William Miller, étaient retranchés derrière des barricades fortifiées protégeant l’accès au pont. Après trois tentatives d’assaut lancées durant la journée, les nordistes furent forcés de sonner la retraite. Depuis lors, les étudiants cadets de l’Université de Floride sont les seuls du Corps d’entrainement des officiers de réserve à pouvoir porter un ruban de la Défense Nationale pour rendre hommage aux jeunes combattants ayant participé à la bataille.

## Monument
Le site de la bataille est aujourd’hui connu sous le nom de Natural Bridge Battlefield State Historic Site. Le site, qui abrite un monument, est un parc d’État de Floride.
Sur ce monument se trouve l’inscription :

« Ce monument construit par décret officiel du Gouvernement de Floride en 1921 est un présent fait aux habitants de Floride pour commémorer la Bataille de Natural Bridge. Le 6 mars 1865. Et pour garder en mémoire ces courageux hommes et jeunes gens qui, durant des heures périlleuses, quittèrent leurs maisons et terres du West Florida Seminary pour rejoindre les troupes au combat par patriotisme et pour sauver leur capitale des envahisseurs. Tallahassee restant ainsi la seule capitale du Sud à ne pas être capturée par l’ennemi durant la guerre de Sécession. »

Chaque première semaine de mars, une reconstitution de la bataille se déroule avec des uniformes d’époque sur le site historique en vue de commémorer les combattants des deux camps.